# Freccia Vallone 1948
La Freccia Vallone 1948, dodicesima edizione della corsa, si svolse il 21 aprile 1948 per un percorso di 234 km. La vittoria fu appannaggio dell'italiano Fermo Camellini, che completò il percorso in 6h46'06" precedendo i belgi Alberic Schotte e Camille Beeckman.
Al traguardo di Liegi furono 46 i ciclisti, dei 125 partiti da Charleroi, che portarono a termine la competizione.

## Ordine d'arrivo (Top 10)
| Pos. | Corridore         | Squadra            | Tempo    |
| ---- | ----------------- | ------------------ | -------- |
| 1    | Fermo Camellini   | Métropole          | 6h46'06" |
| 2    | Alberic Schotte   | Alcyon-Dunlop      | a 3'16"  |
| 3    | Camille Beeckman  | Rochet-Dunlop      | s.t.     |
| 4    | Lucien Lauk       | Métropole          | a 3'37"  |
| 5    | Adolf Verschueren | Mercier-Hutchinson | a 5'44"  |
| 6    | Maurice Mollin    | Huyberechts        | s.t.     |
| 7    | Achiel Buysse     | Thompson           | s.t.     |
| 8    | Gerard Buyl       | Carrara            | s.t.     |
| 9    | Giuseppe Cerami   | Métropole          | s.t.     |
| 10   | Albrecht Ramon    | B. Faure           | s.t.     |